# 日田インターチェンジ
日田インターチェンジ（ひたインターチェンジ）は、大分県日田市大字渡里にある大分自動車道のインターチェンジ。日田市街のほか耶馬溪、熊本県小国町の最寄りインターチェンジである。
大分県警察高速道路交通警察隊の日田分駐隊が併設されている。

## 歴史
- 1990年3月10日 : 朝倉IC - 当IC間開通にともない供用開始
- 1995年3月10日 : 当IC - 玖珠IC間開通

## 接続する道路

### 直接接続
- 国道212号

### 間接接続
- 国道210号
- 国道386号
- 中津日田道路：（国道212号現道を経て耶馬溪道路と接続。日田山国道路・耶馬溪山国道路を事業中）[1]

## 料金所
ブース数：5

### 入口
- ブース数：2
  - ETC専用：1
  - ETC/一般：1

### 出口
- ブース数：3
  - ETC専用：1
  - 一般：2

## 周辺
- 日田温泉
- 杖立温泉
- 黒川温泉
- 耶馬渓
- 英彦山

## 隣
E34 大分自動車道
(4)杷木IC - 萩尾PA - (5)日田IC - (6)天瀬高塚IC